# Fort Barlake
Het Fort Barlake, ook wel Blaecke, Blaak of Barlaque  genaamd, was een fort dat zich bevond aan de Dintel tussen Fijnaart en Standdaarbuiten.
Het fort kwam vóór 1604 tot stand. Onduidelijk is de precieze vroegere vorm van het vestingwerk. Vermoedelijk was het vierkant van vorm. De majoor woonde in het fort, dat diende om de zuidoosthoek van het Eiland van Klundert te dekken.
De naam van het fort is ontleend aan de Barlaecke, een kreek die vroeger de Mark met de Dintel verbond. Het fort lag daar, waar de Mooie Keene in de Dintel uitmondde.
In 1754 begon men met de sloop. In 1756 werd nog een stenen muur geslecht met behulp van springladingen. De aldus vrijgekomen stenen werden gebruikt om het havenhoofd en het contrescarp van Willemstad op te hogen.

## Externe bron
- Forten nabij Willemstad